# هفرين خلف
هفرين خلف (بالكردية: ھەڤرین خەلەف‏) (15 تشرين الثاني 1984 - 12 تشرين الأول 2019)، هي مهندسة مدنية وسياسية سورية كُرديّة، من مواليد مدينة المالكية شمال شرق سوريا، شغلت منصب الأمين العام لحزب سوريا المستقبل بعد أن عملت لسنوات عديدة في الإدارة الذاتية لشمال وشرق سوريا. اُغتيلت على يد جماعة أحرار الشرقية المدعومين من تركيا بالقرب من الطريق السريع M4 جنوب تل أبيض خلال الهجوم التركي 2019 على شمال شرق سوريا في 12 أكتوبر.
التحقت بالعمل السياسي مع بداية الأزمة السورية، نشطت في المؤسسات الحقوقية والإنسانية قبل أن تتفرغ للعمل السياسي، انتخبت في منصب الأمين العام لحزب سوريا المستقبل بعد تشكيله في 18 آذار عام 2018.

## حياتها
درست في مدارس المالكية قبل أن تلتحق بجامعة حلب لتدرس في كلية الهندسة المدنية وتتخرج عام 2009.

## اغتيالها
اغتيلت خلف في صباح يوم السبت 12 تشرين الأول/أكتوبر 2019 في كمينٍ نصبته عناصر تابعة لفصيل أحرار الشرقية، أحد فصائل الجيش السوري الحر المدعوم من تركيا أثناء سيطرته على الطريق الدولي قرب قرية الأرتوازية، خلال المعارك العنيفة الدائرة هناك بين قوات سوريا الديمقراطية من جانب، والقوات التركية والفصائل السورية الموالية لها من جانب آخر في إطار العملية العسكرية التي عُرفت باسمِ «نبع السلام».

### تفاصيل الحادثة
في حوالي الساعة 5:30 من صباح يوم 12 أكتوبر 2019، انطلقت هفرين خلف بالسيارة من الحسكة متجهة غربا على الطريق السريع (إم 4) ولمدة 3 ساعات إلى مقر الحزب في الرقة، كان ذلك بعد ثلاثة أيام فقط من انسحاب القوات الأمريكية من المنطقة، وبدء تركيا عملية نبع السلام هناك.
ويعتبر الطريق السريع (إم 4) ممرا آمنًا، لكن في صباح ذلك اليوم، ذكر شهود العيان أنهم شاهدوا قافلة عسكرية تعبر سوريا قادمة من تركيا متجهة جنوبا باتجاه الطريق السريع (إم 4).
في مقاطع الفيديو التي نشرت في ذلك اليوم على تطبيق الرسائل تلغرام، عرّف الفصيل نفسه باسم أحرار الشرقية، وأخبروا أتباعهم أن هذه هي «اللحظات الأولى لوصول مجاهدي أحرار الشرقية إلى الحسكة وإلى طريق منبج السريع».
ثم تظهر مقاطع الفيديو اعتقال ثلاثة رجال، يقولون إنهم من مقاتلي حزب العمال الكردستاني، ثم بعد ذلك يطلب أحد جنود أحرار الشرقية من زميله تصويره وهو يطلق النار على رجل آخر ممدد على الأرض، وقد أُعدم الرجال الثلاثة في نفس نقطة التفتيش ذلك اليوم.
وأنكر فصيل أحرار الشرقية تماما، بادئ الأمر، أنهم كانوا في ذلك المكان، لكن في بيان لاحق لهم لبي بي سي قالوا إن «المجموعة التي كانت في نقطة التفتيش على الطريق السريع في ذلك اليوم تصرفوا دون إذن، وأن أولئك الذين انتهكوا أوامر القيادة قد أرسلوا للمحاكمة».
وقالوا أيضا إنهم فتحوا النار على سيارة «زعموا أنها لم تتوقف» وأضاف البيان أنهم لم يستهدفوا هيفرين خلف على وجه التحديد ولا يعرفون كيف قُتلت.
لكن مقاطع الفيديو الخاصة بهم والمنشورة على وسائل التواصل الاجتماعي وشاهد العيان الذي تحدث حصريا لبي بي سي، جميعهم يشيرون إلى أنها أُعدمت من قبل هذه المجموعة.

### تقرير الطبيب الشرعي
في نفس اليوم الساعة 12 ظهرا، سلمت جثة هفرين إلى جانب جثث ثلاثة أشخاص آخرين إلى مشفى المالكية العسكري.
ويشير تقرير طبي وزع في ذلك الوقت إلى أن هفرين خلف قد أصيبت بأكثر من 20 طلقا ناريا، وأن ساقيها قد كسرتا وأنها قد تعرضت لاعتداء بدني شديد.

### ردود الفعل
- حث مفوض الأمم المتحدة لحقوق الإنسان تركيا على إجراء تحقيق محايد في قتل هفرين خلف.
- قالت منظمة العفو الدولية «يجب أن يتم التحقيق في قتل أحرار الشرقية لهفرين خلف وآخرين بشكل مستقل وتقديم الجناة إلى العدالة... ما لم تكبح تركيا جماح الفصائل التي تقاتل بالوكالة عنها في سوريا وتضع حداً للإفلات من العقاب على الانتهاكات، فإن ذلك سيشجع الفصائل على ارتكاب المزيد من الفظائع».